# Klein Wall
Klein Wall ist ein bewohnter Gemeindeteil der Gemeinde Grünheide (Mark) im Landkreis Oder-Spree im Land Brandenburg.

## Geografische Lage
Der Gemeindeteil liegt östlich des Gemeindezentrums in einem Waldgebiet. Nordwestlich befindet sich der weitere Gemeindeteil Altbuchhorst, gefolgt vom Gemeindeteil Kagel-Finkenstein im Norden, der zum Grünheider Ortsteil Kagel gehört. Östlich liegt der weitere Ortsteil Hangelsberg, südlich dessen Gemeindeteil Spreetal sowie im Südwesten der weitere Ortsteil Mönchwinkel. Durch die Gemarkung fließt von Nordosten kommend in südwestlicher Richtung die Löcknitz, ein rechter Zufluss der Spree.

## Geschichte und Etymologie

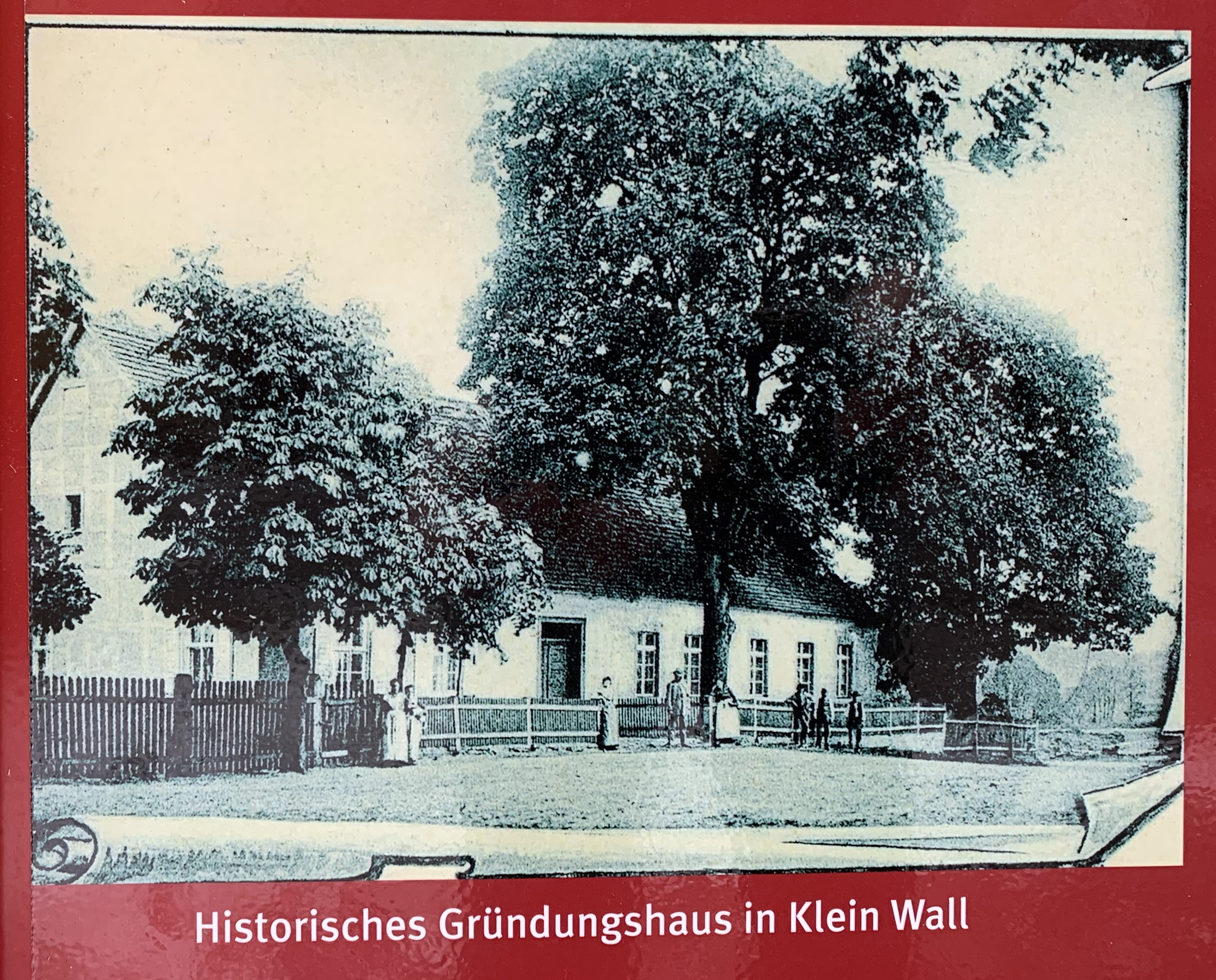
Historische Aufnahme des Gründungshauses

Kurfürst Friedrich Wilhelm erteilte am 12. August 1662 seinem Bauschreiber sowie dem Leibschneider seiner Ehefrau die Genehmigung, in der Rüdersdorfer Heide auf eigene Kosten eine Schneidmühle anzulegen. Die Löcknitz wurde aufgestaut und so das Wasser zur Holzbearbeitung genutzt. Friedrich I. bestätigte im Jahr 1688 seinem geheimen Kanzlisten Casimir Rux den Besitz und räumte ihm Privilegien ein. Rux entwickelte Klein Wall daraufhin zu einem Freigut. Die Gemeinde Grünheide bezeichnet Klein Wall auf einer Informationstafel am Ort als den „bedeutendsten wirtschaftlichen Ort aller Siedlungen der Rüdersdorfer Heide“ im 17. und 18. Jahrhundert. Im Jahr 1786 übernahm der Hofbäcker Johann Christian Wittig den Ort und erhielt kurze Zeit später die Erlaubnis, eine Kornmühle zu errichten. In den darauffolgenden Jahren durfte er zusätzlich Fischerei und Ackerbau betreiben. Ab 1798 gehörte Klein Wall zum III. Heidedistrikt, der von Rüdersdorf bei Berlin aus verwaltet wurde. Als ein weiterer Besitzer ist um 1800 der Schriftsteller Ignaz Aurelius Feßler bekannt. Ab 1889 gehörte Klein Wall zur Gemeinde Werlsee und schließlich ab 1934 zu Grünheide (Mark).
Im Jahr 1958 entstand im mittlerweile stillgelegten Mühlengebäude ein Schullandheim des Berliner Stadtbezirks Prenzlauer Berg. Auf dem gegenüberliegenden Gelände errichteten Handwerker in diesem Zusammenhang 16 Bungalows. Im Jahr 1984 wurde das Löcknitztal zum Naturschutzgebiet erklärt. Drei Jahre später begann der Bau einer Forellenzucht- und Mastanlage der Fischereigenossenschaft werktätiger Fischer Berlin-Köpenick. Die Fertigstellung erfolgte im Jahr 1989. Kurz darauf wurde der Betrieb bedingt durch die Wende eingestellt. Ab 1990 entstand auf dem Gelände die Forellenanlage Klein Wall. Um die Zufahrt dorthin zu erleichtern, wurde im Jahr 2011 eine ca. zwei Kilometer lange Straße von Altbuchhorst gebaut.

## Kultur und Sehenswürdigkeiten
- Naturschutzgebiet Löcknitztal
- Klein Wall liegt am Müggel-Spree-Weg sowie dem Löcknitztalwanderweg